# Phumosia optica
Phumosia optica är en tvåvingeart som beskrevs av Zumpt och Bauristhene 1972. Phumosia optica ingår i släktet Phumosia och familjen spyflugor.
Artens utbredningsområde är Nigeria. Inga underarter finns listade i Catalogue of Life.